# Federico Lacroze (subte de Buenos Aires)
Federico Lacroze es una estación de la línea B de la red de subterráneos de la Ciudad de Buenos Aires, ubicada debajo de la Avenida Corrientes y su intersección con la Avenida Federico Lacroze, en el barrio de Chacarita.
Fue una de las estaciones terminales de la línea B entre su inauguración, el 17 de octubre de 1930, y la inauguración de la extensión a De los Incas - Parque Chas el 9 de agosto de 2003. Se puede realizar combinación con la Estación Federico Lacroze del Ferrocarril Urquiza el cual es operado también por el concesionario Metrovías.

## Decoración
La estación posee en su andén sur el mural El desatino de Gustavo Grünig, realizado en 1991, uno del 2000 sin título, obra de Emma Gargiulo. Durante el año 2014 sumó una serie de murales, de temática natural e hiperrealista de 9 diferentes artistas de la agrupación BA Street Art.

## Hitos urbanos
Se encuentran en las cercanías de esta:
- Estación Federico Lacroze de la Línea Urquiza
- Cementerio de la Chacarita
- Parque Los Andes
  - La Calesita de Parque Los Andes
- Comisaría Comunal 15 de la Policía Metropolitana de Buenos Aires
  - Unidad de Orientación y Denuncia Chacarita
- Centro de Alfabetización, Educación Básica y Trabajo N.°9/24
- Centro de Formación Profesional N.°10 Raul Scalabrini Ortiz
- Escuela Técnica N.º32 General José de San Martín
- Escuela Primaria Común N.º18 Cabildo de Buenos Aires
- Escuela Primaria Común N.º14 Dr. Luis Agote
- Biblioteca Popular Eustaquio Sánchez
- Museo Anconetani del Acordeón
- Café Palacio

## Imágenes

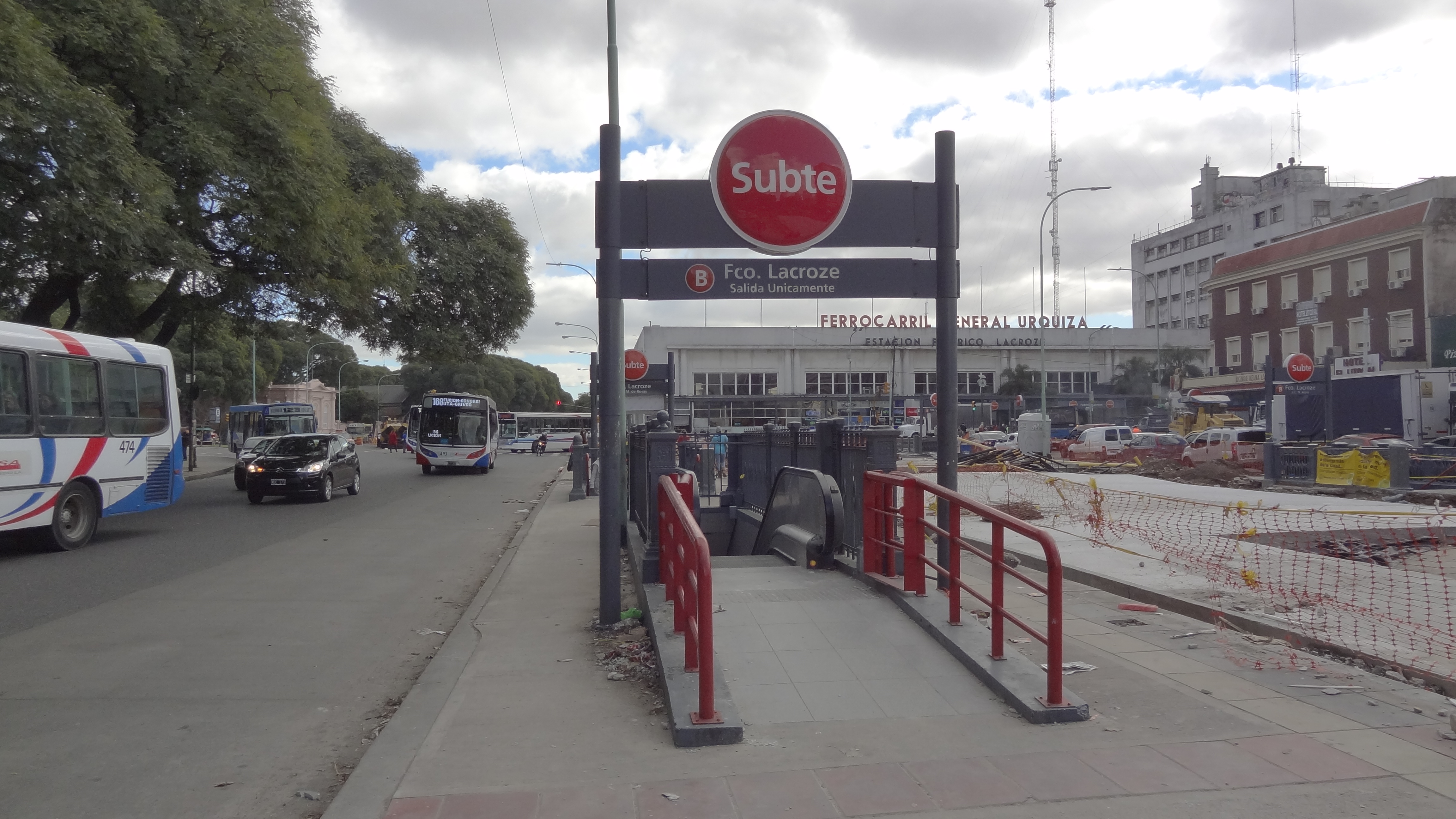
Salida sobre la Av. corrientes
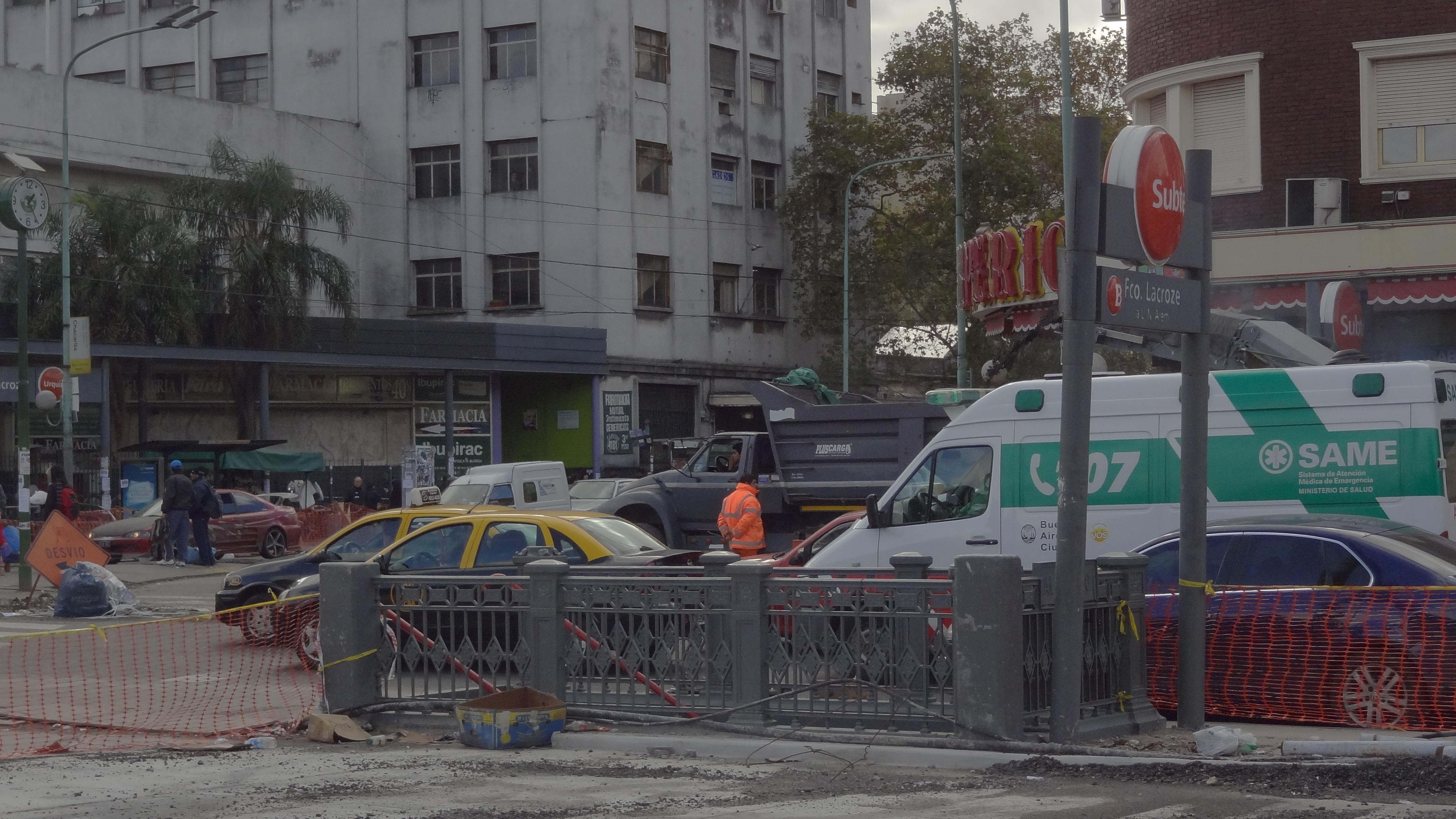
Acceso sobre la Av. corrientes
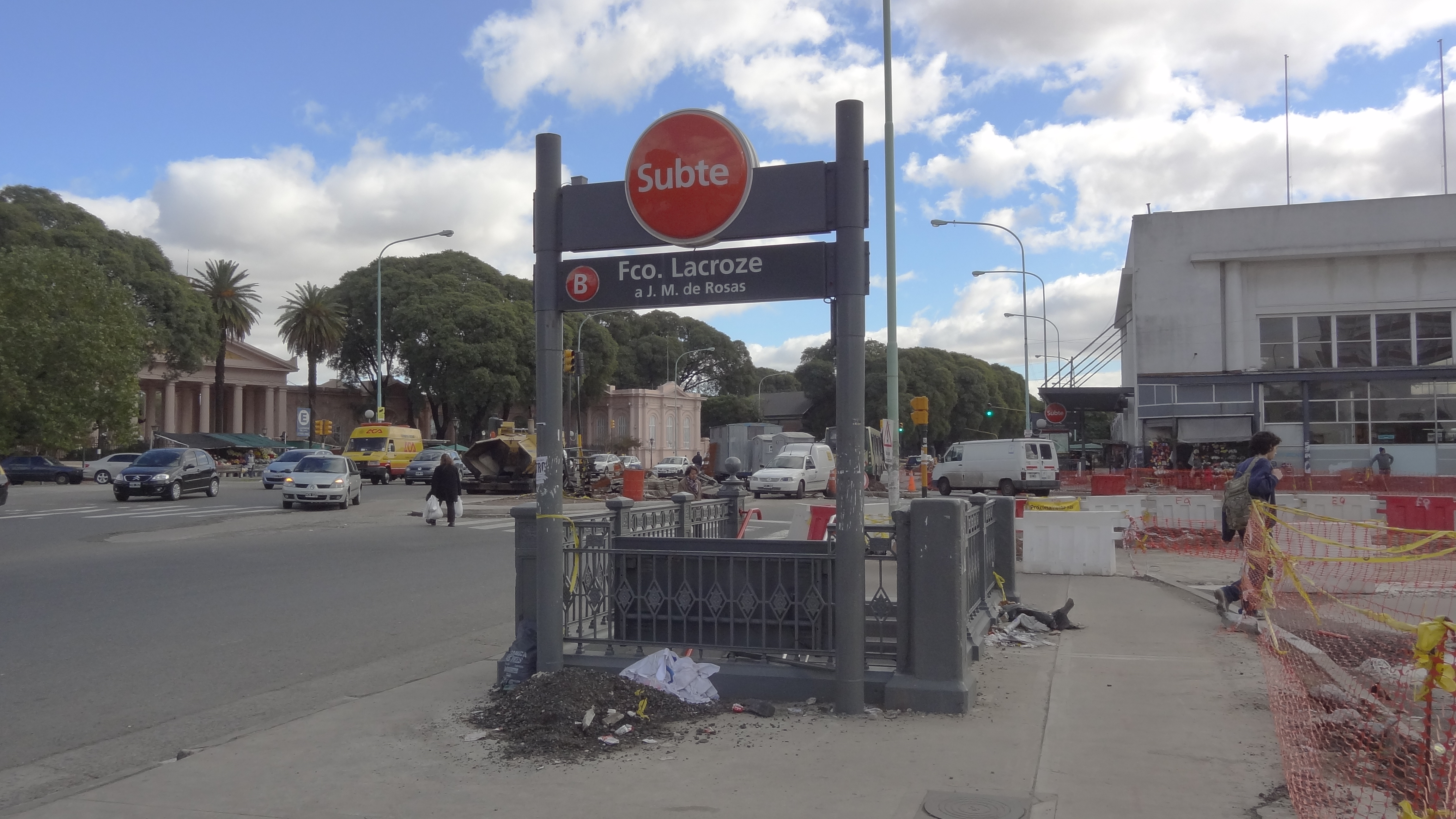
Acceso sobre la Av. corrientes
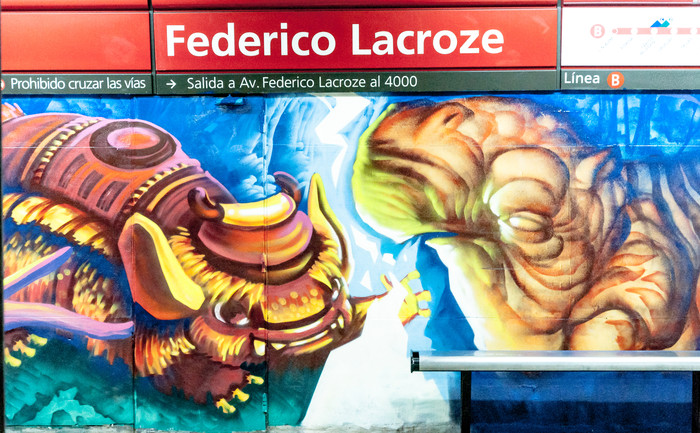
Mural del grupo BA Street Art
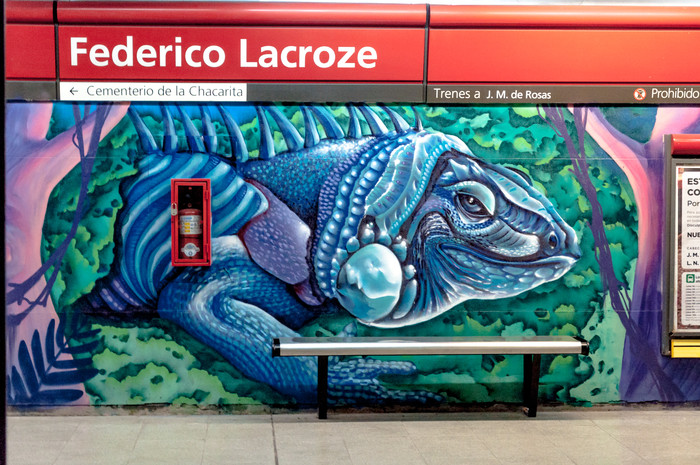
Mural del grupo BA Street Art
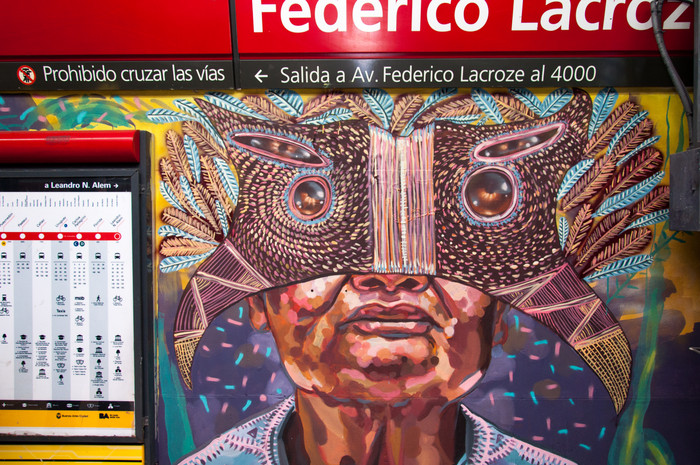
Mural del grupo BA Street Art
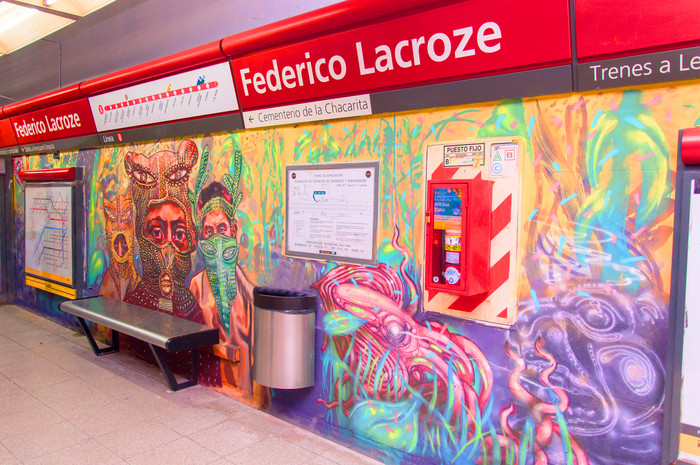
Mural del grupo BA Street Art
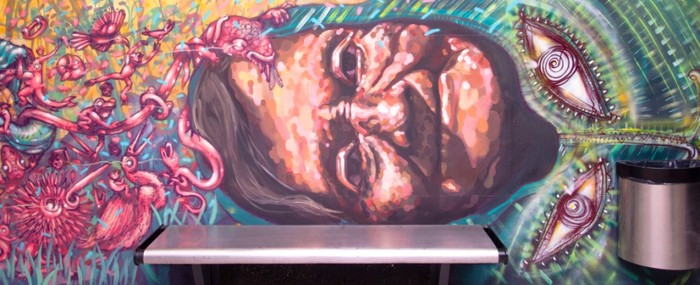
Mural del grupo BA Street Art